# Cavocoris
Cavocoris is een geslacht van wantsen uit de familie van de Naucoridae (Zwemwantsen). Het geslacht werd voor het eerst wetenschappelijk beschreven door La Rivers in 1971.

## Soorten
Het genus bevat de volgende soorten:

- Cavocoris bisulcus La Rivers, 1971
- Cavocoris ibatiri D. Polhemus & J. Polhemus, 1989
- Cavocoris ismayi D. Polhemus & J. Polhemus, 1989
- Cavocoris minor D. Polhemus & J. Polhemus, 1989
- Cavocoris rotundatus D. Polhemus & J. Polhemus, 1989